# Воллкілл (округ Ольстер, Нью-Йорк)
Воллкілл (англ. Wallkill) — переписна місцевість (CDP) в США, в окрузі Ольстер штату Нью-Йорк. Населення — 2166 осіб (2020).

## Географія
Воллкілл розташований за координатами 41°36′30″ пн. ш. 74°9′53″ зх. д. / 41.60833° пн. ш. 74.16472° зх. д. (41.608446, -74.164625).  За даними Бюро перепису населення США в 2010 році переписна місцевість мала площу 7,94 км², уся площа — суходіл.

## Демографія
Згідно з переписом 2010 року, у переписній місцевості мешкало 2288 осіб у 849 домогосподарствах у складі 613 родин. Густота населення становила 288 осіб/км².  Було 915 помешкань (115/км²).
Расовий склад населення:
| - 93,0 % — білих - 2,5 % — чорних або афроамериканців - 0,9 % — азіатів - 0,3 % — корінних американців - 2,0 % — осіб інших рас |

До двох чи більше рас належало 1,4 %. Частка іспаномовних становила 8,4 % від усіх жителів.
За віковим діапазоном населення розподілялося таким чином: 25,7 % — особи молодші 18 років, 63,6 % — особи у віці 18—64 років, 10,7 % — особи у віці 65 років та старші. Медіана віку мешканця становила 38,8 року. На 100 осіб жіночої статі у переписній місцевості припадало 97,8 чоловіків;  на 100 жінок у віці від 18 років та старших — 94,7 чоловіків також старших 18 років.
Середній дохід на одне домашнє господарство  становив 79 589 доларів США (медіана — 71 701), а середній дохід на одну сім'ю — 98 187 доларів (медіана — 87 386). За межею бідності перебувало 4,0 % осіб, у тому числі 5,0 % дітей у віці до 18 років та 2,5 % осіб у віці 65 років та старших.
Цивільне працевлаштоване населення становило 1106 осіб. Основні галузі зайнятості: публічна адміністрація — 17,4 %, освіта, охорона здоров'я та соціальна допомога — 15,5 %, науковці, спеціалісти, менеджери — 14,7 %.